# Bertha von Hessen-Philippsthal-Barchfeld

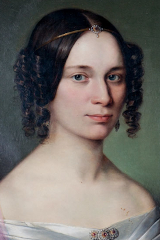
Bertha Fürstin zu Bentheim-Steinfurt, geborene von Hessen-Philippsthal-Barchfeld, 1818–1888

Bertha Wilhelmine Caroline Luise Marie von Hessen-Philippsthal-Barchfeld (* 26. Oktober 1818 in Herleshausen; † 6. Mai 1888 in Burgsteinfurt) war eine deutsche Adlige aus dem Haus Hessen und durch Heirat Fürstin von Bentheim-Steinfurt.

## Leben
Bertha von Hessen-Philippsthal-Barchfeld war eine Tochter des Landgrafen Karl von Hessen-Philippsthal-Barchfeld (1784–1854) und dessen Ehefrau Auguste zu Hohenlohe-Ingelfingen (1793–1821).
Ihr Bruder Alexis (1829–1905) war paragierter Landgraf von Hessen-Philippsthal-Barchfeld und ihr anderer Bruder Wilhelm (1831–1890) preußischer Offizier.
Am 27. Juni 1839 heiratete Bertha auf Schloss Augustenau den Fürsten Ludwig zu Bentheim und Steinfurt (1812–1890), ein Sohn des Fürsten Alexius zu Bentheim und Steinfurt und dessen Ehefrau Prinzessin Wilhelmine Caroline Friderike Maria von Solms-Braunfels.
Aus der Ehe stammten die Kinder
- Adelheid (1840–1880) ⚭ 1879 nach dem Tod ihrer Schwester deren Witwer Wilhelm von Hessen-Philippsthal-Barchfeld. Die Ehe blieb kinderlos
- Juliane (1842–1878) ⚭ 1873 Landgraf Wilhelm von Hessen-Philippsthal-Barchfeld. Deren Tochter Bertha (1874–1919) wurde 1901 die Ehefrau von Leopold IV. zur Lippe und Sohn Chlodwig letzter Landgraf
- Marie (1843–1931) ⚭ 1867 Fürst Ludwig zu Sayn-Wittgenstein-Hohenstein (1831–1912)
- Alexis (1845–1919) ⚭ 1881 Pauline zu Waldeck und Pyrmont (1855–1925)
- Karl (1848–1900)
- Georg Friedrich Reinhard (1851–1939) ⚭ 1889 Gertrud Marie Adolfine Porth (1866–1942)